# Diogo Gonçalves
Diogo António Cupido Gonçalves (Almodôvar, 6 de febrero de 1997) es un futbolista portugués que juega en la demarcación de centrocampista para el Real Salt Lake de la Major League Soccer.

## Trayectoria
Con ocho años empezó a formarse como futbolista en el C. D. Almodôvar, dos años después en el FC Ferreiras, y finalmente en 2008 se marchó para formar parte de la disciplina del S. L. Benfica. El 14 de febrero de 2015, tras ascender al equipo reserva, Gonçalves debutó jugando los últimos veinte minutos de un partido contra el U. D. Oliveirense en la Segunda Liga. Tres meses después, el 24 de mayo de 2015, Gonçalves anotó su primer gol con el club en un encuentro contra el Vitória de Guimarães B. 
En la temporada 2017-18, el 9 de agosto de 2017, hizo su debut con el primer equipo, en un partido contra el Sporting de Braga tras sustituir a Franco Cervi en el minuto 91.
El 14 de junio de 2018 fue cedido, con opción de compra, al Nottingham Forest F. C. por una temporada.
El 26 de junio de 2019 el F. C. Famalicão, equipo recién ascendido a la Primeira Liga, logró su cesión por una temporada. Tras anotar siete goles en los 34 partidos que jugó durante todo el curso, regresó al equipo lisboeta y renovó su contrato hasta 2025.
El 5 de enero de 2023 puso fin a su etapa en el S. L. Benfica, en la que jugó casi un centenar de encuentros con el primer equipo, después de ser traspasado al F. C. Copenhague danés. En sus primeros meses con este equipo ganó una Copa de Dinamarca en la que marcó el único gol de la final. Durante su estancia en el club, disputó 57 partidos y marcó 20 goles.
El 9 de agosto de 2024 se hizo oficial su marcha a la Major League Soccer tras llegarse a un acuerdo para su venta al Real Salt Lake.

## Estadísticas

### Clubes
Actualizado al último partido disputado el 26 de febrero de 2024.
| Club                               | Div.          | Temporada     | Liga  | Liga  | Copas nacionales | Copas nacionales | Copas internacionales | Copas internacionales | Total | Total |
| Club                               | Div.          | Temporada     | Part. | Goles | Part.            | Goles            | Part.                 | Goles                 | Part. | Goles |
| ---------------------------------- | ------------- | ------------- | ----- | ----- | ---------------- | ---------------- | --------------------- | --------------------- | ----- | ----- |
| S. L. Benfica "B" Portugal         | 2.ª           | 2014-15       | 10    | 1     | —                | —                | —                     | —                     | 10    | 1     |
| S. L. Benfica "B" Portugal         | 2.ª           | 2015-16       | 36    | 5     | —                | —                | —                     | —                     | 36    | 5     |
| S. L. Benfica "B" Portugal         | 2.ª           | 2016-17       | 35    | 8     | —                | —                | —                     | —                     | 35    | 8     |
| S. L. Benfica "B" Portugal         | 2.ª           | 2017-18       | 5     | 1     | —                | —                | —                     | —                     | 5     | 1     |
| S. L. Benfica "B" Portugal         | Total club    | Total club    | 86    | 15    | 0                | 0                | 0                     | 0                     | 86    | 15    |
| S. L. Benfica Portugal             | 1.ª           | 2017-18       | 7     | 0     | 2                | 0                | 4                     | 0                     | 13    | 0     |
| Nottingham Forest F. C. Inglaterra | 2.ª           | 2018-19       | 7     | 0     | 3                | 0                | —                     | —                     | 10    | 0     |
| Nottingham Forest F. C. Inglaterra | Total club    | Total club    | 7     | 0     | 3                | 0                | 0                     | 0                     | 10    | 0     |
| F. C. Famalicão Portugal           | 1.ª           | 2019-20       | 27    | 5     | 7                | 2                | —                     | —                     | 34    | 7     |
| F. C. Famalicão Portugal           | Total club    | Total club    | 27    | 5     | 7                | 2                | 0                     | 0                     | 34    | 7     |
| S. L. Benfica Portugal             | 1.ª           | 2020-21       | 21    | 1     | 5                | 0                | 5                     | 1                     | 31    | 2     |
| S. L. Benfica Portugal             | 1.ª           | 2021-22       | 23    | 0     | 3                | 0                | 8                     | 0                     | 34    | 0     |
| S. L. Benfica Portugal             | 1.ª           | 2022-23       | 10    | 0     | 4                | 0                | 6                     | 1                     | 20    | 1     |
| S. L. Benfica Portugal             | Total club    | Total club    | 61    | 1     | 14               | 0                | 23                    | 2                     | 98    | 3     |
| F. C. Copenhague Dinamarca         | 1.ª           | 2022-23       | 14    | 5     | 4                | 3                | —                     | —                     | 18    | 8     |
| F. C. Copenhague Dinamarca         | 1.ª           | 2023-24       | 14    | 5     | 2                | 0                | 13                    | 3                     | 29    | 8     |
| F. C. Copenhague Dinamarca         | Total club    | Total club    | 28    | 10    | 6                | 3                | 13                    | 3                     | 47    | 16    |
| Total carrera                      | Total carrera | Total carrera | 209   | 31    | 30               | 5                | 36                    | 5                     | 275   | 41    |

## Palmarés

### Títulos nacionales
| Título                 | Club             | País      | Año  |
| ---------------------- | ---------------- | --------- | ---- |
| Copa de Dinamarca      | F. C. Copenhague | Dinamarca | 2023 |
| Superliga de Dinamarca | F. C. Copenhague | Dinamarca | 2023 |